# Things Falling Apart
Things Falling Apart är ett remixalbum av det amerikanska industrirockbandet Nine Inch Nails, utgivet i november 2000. Albumet innehåller remixer av låtar från studioalbumet The Fragile, med undantaget "10 Miles High", som var b-sida på singeln "We're in This Together".

## Låtlista
1. "Slipping Away" – 6:11
2. "The Great Collapse" – 4:42
3. "The Wretched" – 5:52
4. "Starfuckers Inc." – 5:11
5. "The Frail" – 2:47
6. "Starfuckers Inc." – 6:06
7. "Where Is Everybody?" – 5:07
8. "Metal" – 7:06
9. "10 Miles High" – 5:11
10. "Starfuckers Inc." – 5:09

## Listplaceringar
| Lista (2000)                     | Högsta position |
| -------------------------------- | --------------- |
| Storbritannien (UK Albums Chart) | 98              |
| USA (Billboard 200)              | 67              |